# Mários Salmás
Mários Salmás (en grec Μάριος Σαλμάς), né le 24 février 1968 à Amphilochie en Grèce, est un homme politique grec.

## Biographie
Aux élections législatives grecques de janvier 2015, il est élu député au Parlement grec sur la liste de la Nouvelle Démocratie dans la circonscription de l'Étolie-Acarnanie.